# Sacrilegiu

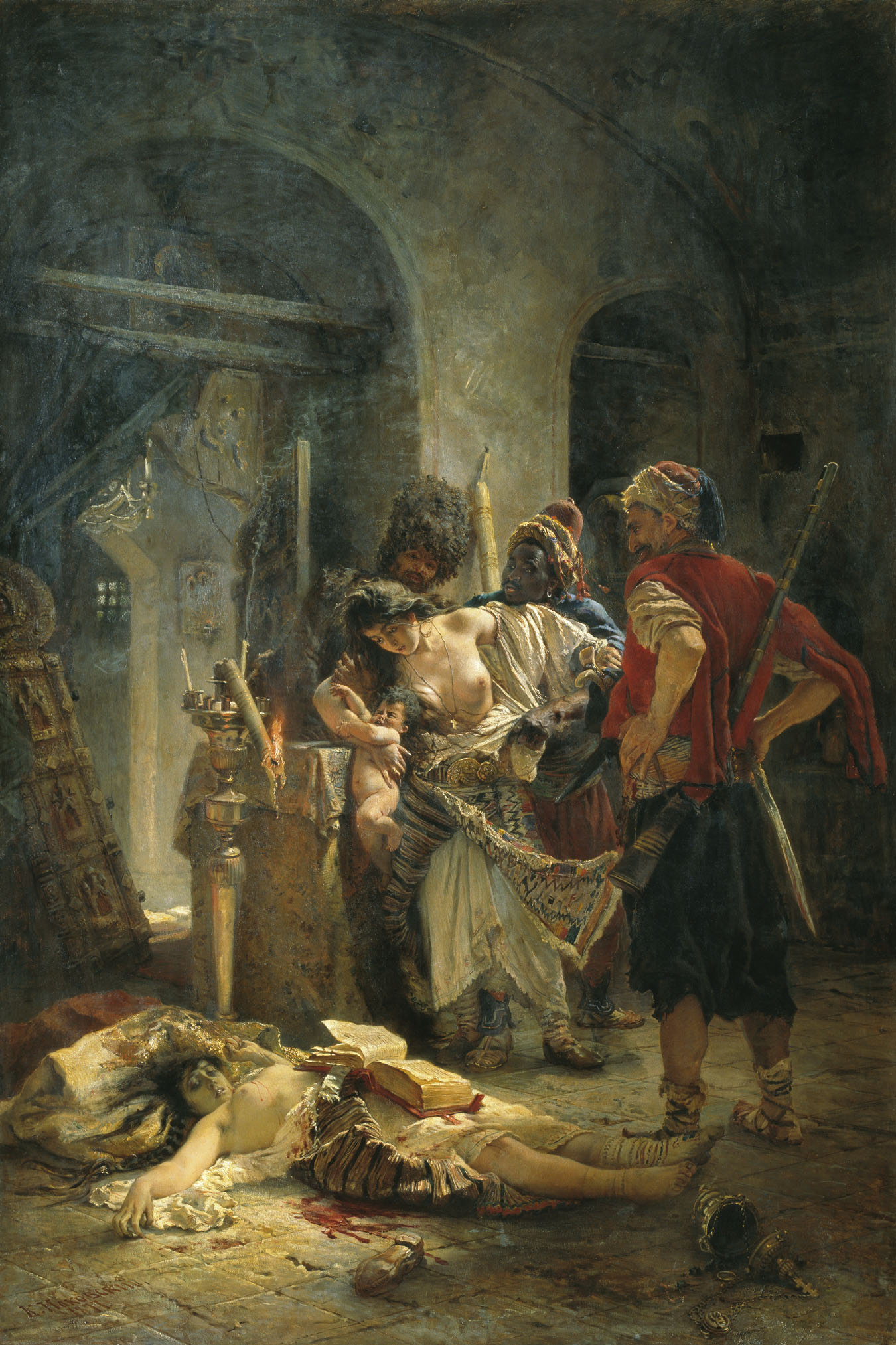
Konstantin Makovski. Martiriul bulgarilor. Atrocități săvârșite de bașbuzuci în 1877 într-o biserică ortodoxă bulgară

Sacrilegiul este necinstirea sau pângărirea unui obiect sau a unei persoane sacre. El poate lua forma lipsei de respect față de obiecte, spații și persoane sacre. Atunci când sacrilegiul are o formă verbală este numit blasfemie, iar atunci când are o formă fizică este adesea numit profanare. Într-un sens mai larg, orice act care încalcă virtutea religioasă ar fi un sacrilegiu, ca de exemplu apropierea fără permisiune de un loc sacru. Termenul de „sacrilegiu” provine din latinescul sacer, care înseamnă sacru, și legere, care înseamnă a fura. În epoca romană el se referea la jefuirea templelor și mormintelor. În vremea lui Cicero sacrilegiul a dobândit un sens mai extins, incluzând ofense verbale la adresa religiei și tratarea într-un mod inadecvat a obiectelor sacre.
Cele mai vechi religii au un concept analog cu cel de sacrilegiu, care este considerat adesea ca un fel de tabu. Ideea de bază este că obiectele sacre nu trebuie să fie tratate în același mod cu celelalte obiecte.

## Creștinism
Odată cu instituirea creștinismului ca religie oficială a Imperiului Roman, împăratul Teodosiu a incriminat sacrilegiul într-un sens chiar mai larg, incluzând în cadrul lui acte antiecleziastice asociate precum erezia și schisma, și ofense aduse împăratului, cum ar fi evaziunea fiscală.
Prin Evul Mediu, conceptul de sacrilegiu a fost din nou restrâns la acțiuni fizice împotriva obiectelor sacre, el formând baza tuturor învățăturilor catolice ulterioare cu privire la acest subiect. O ofensă majoră a fost profanarea ostiei, cunoscute ca Trupul lui Cristos.
Națiunile moderne au eliminat legile care pedepseau sacrilegiul din respect pentru libertatea de exprimare, cu excepția cazurilor în care are loc o lezare a persoanelor sau a proprietății. În Statele Unite ale Americii, cazul Burstyn v. Wilson (1952) judecat la Curtea Supremă a SUA a respins o hotărâre prin care era cenzurat un film acuzat că ar fi un sacrilegiu, hotărând că termenul nu putea fi strict definit într-un mod care să împiedice stabilirea supremației unei biserici în raport cu o alta și că o astfel de decizie ar încălca libera exercitare a religiei și libertatea de exprimare.
În ciuda dezincriminării sale juridice, actul sacrilegiului este privit uneori cu o dezaprobare puternică de către public, atât de membrii religiei ofensate, cât și de cei care nu fac parte din acea religie, mai ales atunci când aceste acte sunt percepute ca manifestări de ură față de o anumită credință religioasă sau de un crez religios.

## Etimologie
Datorită asemănărilor fonetice dintre cuvinte sacrilegiu și religie, mulți oameni presupun în mod greșit că cele două cuvinte au o etimologie comună sau că unul este un antonim al celuilalt. Cuvântul religie este derivat din latinescul Latin religia, care înseamnă „respect, religie”, (de la religare, „a fi atașat [zeilor]"; Cicero l-a derivat din re- [din nou] și legere [a citi]), în timp ce sacrilegiu este derivat din combinația cuvintelor latinești sacr-, cu sensul de sacru, și verbul legere, care înseamnă „a fura”, „a strânge” sau „a citi”. Substantivul latin sacrilegus înseamnă „unul care fură lucruri sfinte”.

## Anglia și Țara Galilor
În Anglia de după Reforma Anglicană sacrilegiul a fost o infracțiune timp de mai multe secole, deși definiția sa juridică a variat considerabil. Cele mai multe dicționare de limba engleză din secolele al XVII-lea și al XVIII-lea au restrâns sacrilegiul la actul primar de furt de obiecte dintr-o biserică.
Dreptul penal a fost consolidat prin legile lui Peel din 1828. Dintre acestea, 7 & 8 Geo 4 c 27 au abrogat dispozițiile legii 1 Ed 6 c 12 cu privire la sacrilegiu și au fost instituite alte două legi care pedepseau furtul: 7 & 8 Geo 4 c 29 pentru Anglia și Țara Galilor și 9 Geo 4 c 55 pentru Irlanda. Secțiunea 10 a acestor legi era identică:
„Dacă o persoană pătrunde prin efracție într-o biserică sau capelă și fură de acolo orice bun sau dacă iese dintr-o biserică sau capelă cu un bun furat atunci fiecare infractor de acest fel va fi condamnat la pedeapsa cu moartea.”
Ambele secțiuni au fost înlocuite cu secțiunea 50 a legii pentru pedepsirea furtului din 1861, care, într-o notă marginală, a descris sacrilegiul ca „pătrunderea prin efracție într-o biserică sau capelă și comiterea acolo a oricărei infracțiuni”, adăugând următoarele:

Oricine pătrunde prin efracție într-o biserică, capelă, casa de întâlnire sau alt spațiu cu destinație religioasă și comite acolo o infracțiune sau se află într-o biserică, capelă, casă de întâlnire sau orice spațiu cu destinație religioasă și comite acolo o infracțiune este răspunzător în fața legii și va fi condamnat, prin hotărâre judecătorească, la muncă silnică pe viață sau pe un alt termen nu mai mic de trei ani sau va fi deținut pe un termen care nu depășește doi ani, cu sau fără prestarea de muncă silnică și cu sau fără izolare.

Muncă silnică
Vezi secțiunea 118.
Detenție izolată
Vezi secțiunea 119.
Această infracțiune nu era judecată de tribunalele regionale care se întruneau trimestrial.
Secțiunea 50 a legii pentru pedepsirea furtului din 1861 a fost abrogată prin articolul 48(1) al legii pentru pedepsirea furtului din 1916. Ea a fost înlocuită cu secțiunea 24 a legii pentru pedepsirea furtului din 1916, care prevedea:

Orice persoană care - 
(1) pătrunde prin efracție într-un spațiu cu destinație religioasă și comite acolo o infracțiune; sau
(2) iese dintr-un spațiu cu destinație religioasă, după ce a comis o infracțiune;
este vinovată de infracțiunea numită sacrilegiu și va fi condamnat la muncă silnică pe viață.

Cuvintele „arrestable offence” („delict care determină arestarea”) au fost înlocuite cu cuvântul „felony” („infracțiune”) în subsecțiunile (1) și (2), prin secțiunea 10(1), și paragraful 12(1) din Anexa 2 a legii penale din 1967.
Servitute penală
Vezi secțiunea 1(1) a Legii Penale din 1948 și a Legii Penale din Irlanda de Nord din 1953.
Secțiunea 24 a fost înlocuită cu secțiunile 9 și 10 din legea pentru pedepsirea furtului din 1968 (care definea infracțiunile de furt și tâlhărie).

## Legături externe
- Sacrilege Catholic Encyclopedia
- Webster's Dictionary of English Usage 1989
- Magda Teter, Sinners on Trial: Jews and Sacrilege after the Reformation (Harvard University Press, 2011), ISBN: 978-0-674-05297-0978-0-674-05297-0